# Gonomyia subinermis
Gonomyia subinermis är en tvåvingeart som beskrevs av Alexander 1939. Gonomyia subinermis ingår i släktet Gonomyia och familjen småharkrankar. Inga underarter finns listade i Catalogue of Life.